# 大炊御門宗実
大炊御門 宗実（おおいのみかど むねざね）は、南北朝時代から室町時代前期にかけての公卿。内大臣・大炊御門冬信の子。官位は正二位・権大納言。大炊御門家11代当主。

## 経歴
延文3年/正平13年（1358年）、従三位となり公卿に列する。越後権守、権中納言を経て、貞治2年/正平18年（1363年）、権大納言となる。康応元年/元中7年（1389年）には近衛大将となる。
応永9年（1402年）、出家。応永11年（1404年）5月5日、薨去。享年62。